# ジェリーフィッシュ (バンド)
ジェリーフィッシュ (Jellyfish) は、アメリカのロックバンド。90年代のパワー・ポップを代表するグループであったが、2枚のアルバムを残して解散した。

## 来歴
結成
1989年、サンフランシスコにてアンディ・スターマーとロジャー・マニングにより結成。二人は高校の同級生であり、1980年代後半から『ビートニク・ビーチ』というバンドで一緒に活動していた。その後、ギタリストとしてロジャーの旧知のジェイソン・フォークナーが加入し、レコーディングに着手する。
デビュー
デモテープを制作した後、カリスマ・レコードと契約。1990年にデビュー・アルバムとなる『ベリーバトゥン』を発表。ビートルズやエルトン・ジョン、クイーンなどの影響を感じさせるポップな作風で話題を集め、シングル「ベイビーズ・カミング・バック」はBillboard Hot 100で62位を記録した。また、アルバム発表後のツアーにあたり、ロジャーの兄であるクリス・マニングがベーシストとして参加した。
セカンドから解散
ツアー終了後、単なるギタリストとしての活動に満足できず、バンド内に居場所を見いだせなかったジェイソンが脱退。また、クリスもツアー疲れを理由にバンドを辞めてしまう。新作の準備にあたり、ティム・スミスがベーシストとして迎えられるが、ギタリストは不在のままアルバムのレコーディングを開始。ジョン・ブライオンらスタジオ・ミュージシャンの協力の下で、1993年にセカンド・アルバム『こぼれたミルクに泣かないで（原題"Spilt Milk"）』が完成。前作以上にコーラスワークを駆使し、ストリングスも導入した本作はパワーポップの名盤として高い評価を得る。ツアーにはエリック・ドーヴァーをギタリストに迎え、同年には初来日も果たし、日本のポップファンを沸かせた。また、ダウンタウンのごっつええ感じに出演し、ピンク・レディーの「S・O・S」のカヴァーを披露している（ボックスセット『ファンクラブ』に収録）。
ところが、ツアー終了後の1994年にバンドは解散を決定。原因はアンディとロジャーの音楽性のすれ違いとされている。後にアンディは「『こぼれたミルクに泣かないで』は本当に誇れるけど、やっぱりプロデュース過多、アレンジ過多の印象は拭いきれない。今ならストリングス・プレイヤー100人集めたり、ハープだなんだって片っ端から楽器をそろえることにうつつを抜かす以前に、もっとベーシックな弾き語りがしたい」と語っている。
その後
解散後、未発表音源を集めたボックスセットやライヴ・アルバムがリリースされた。また、ジェリーフィッシュの元メンバーもそれぞれ音楽活動を継続している。
アンディ・スターマーはパフィーの名付け親となり、アルバムのプロデュースも手掛けた。奥田民生とのコラボレーションや、YUKIへの楽曲の提供を行うなど、日本のミュージシャンと縁が深い。
ロジャー・マニングは新たにバンドを結成した後、2005年にソロ・アルバムを発表。また、My Little Loverに曲を提供している。ロジャーの兄のクリス・マニングはプロデューサーやレコーディング・エンジニアとして働いている。
ジェイソン・フォークナーはジョン・ブライオンと共にバンド活動をした後、ベックやエールのアルバムおよびライヴに参加。ソロ・アーティストとしても成功を収めている。
また、エリック・ドーヴァーはスラッシュのソロ・プロジェクト、スラッシュズ・スネイクピットのリード・ボーカルとして1995年の『イッツ・ファイヴ・オクロック・サムホエア』のレコーディングに参加。その後はアリス・クーパーのバンドの一員を経て自らのバンドを結成した。
2003年頃からロジャーとジェイソンが再度タッグを組んでユニット『TV Eyes』を結成。2006年にはデビュー・アルバムがリリースされている。

## メンバー
- アンディ・スターマー - リード・ボーカル、ドラム、ギター、キーボード （1989年 - 1994年）
- ロジャー・マニング - ボーカル、ピアノ、キーボード、ギター （1989年 - 1994年）
- ジェイソン・フォークナー - ギター、ベース、バッキングボーカル （1989年 - 1991年）
- クリス・マニング - ベース、バッキング・ボーカル （1990年 - 1991年）
- ティム・スミス - ベース、バッキング・ボーカル （1992年 - 1994年）
- エリック・ドーヴァー - ギター、バッキング・ボーカル （1992年 - 1994年）

## ディスコグラフィ

### スタジオアルバム
- ベリーバトゥン (1990)
- こぼれたミルクに泣かないで (1993)

### コンピレーション
- ニュー・ミステイク&デモ・トラックス (1994)
- ベスト！ (2006)

### ライヴ盤
- Live at Bogart's (2012)[8]

### ボックスセット
- ファンクラブ (2002)